# Lydia Bosch
Lydia Bosch, nome d'arte di Lydia Boquera de Buen (El Prat de Llobregat, 26 novembre 1963), è un'attrice e conduttrice televisiva spagnola.

## Biografia
Nacque a El Prat de Llobregat, in provincia di Barcellona, da Juan Boquera, deceduto il 9 ottobre 2014, e Lydia de Buen. Tra il 1984 e il 1986 partecipò al game show Un, dos, tres... responda otra vez come valletta, sostituendo Silvia Marsó. Il nome d'arte Lydia Bosch le fu suggerito proprio dal creatore di tale programma, Narciso Ibáñez Serrador.
Fece il suo debutto sul grande schermo nel 1986, interpretando il ruolo di Lali nella pellicola El disputado voto del señor Cayo, a fianco di Francisco Rabal; tra il 1987 e il 1988 condusse, assieme a Toni Cantó, il programma musicale Sábado noche, sostituendo Paola Dominguín.
Nel novembre 1986 debuttò come attrice teatrale nell'opera Pato a la naranja, diretta da Arturo Fernández. Nel 1988 recitò in Los ochenta son nuestros, mentre nel 1989 interpretò il ruolo di Sandra nell'opera Música cercana di Antonio Buero Vallejo.
Nel 1990, dopo aver firmato un contratto con Antena 3, condusse la rivista televisiva Domingo en rojo. Un anno dopo, sostituì Elisenda Roca nella conduzione di Los segundos cuentan, mentre tra il 1993 ed il 1994 presentò il programma El gran juego de la oca, al fianco di Emilio Aragón Álvarez e Patricia Pérez, sempre su Antena 3.
Nel 1993 impersonò Trini, figlia di Alfredo Landa e Beatriz Carvajal, nella serie televisiva Lleno, por favor. In seguito recitò in ¿Quién da la vez?, Todos a bordo e Médico de familia, dove interpretò il ruolo di Alicia Soller, che le diede grande popolarità in tutta la Spagna. Interpretò questo ruolo dal 1995 al 1999.
Nel 2000 interpretò il ruolo di Julia in You're the One - Una Historia de Entonces di José Luis Garci, grazie al quale ottenne una nomination al Premio Goya per la migliore attrice protagonista, vinto poi da Carmen Maura.
Nel 2005 impersonò Natalia Nadal nella serie di Telecinco Motivos personales, mentre dal 5 ottobre 2007 agli inizi del 2008 condusse il talk-show per bambini No te enrolles, andato in onda sul canale Telemadrid.
Nel 2011 recitò in due episodi della terza stagione di Águila Roja, mentre dal 2012 al 2013 interpretò il ruolo secondario della sorella di Concha Velasco in Gran Hotel. Sempre nel 2013, recitò negli ultimi due episodi della terza stagione di Los misterios de Laura. 
Nel 2014 ottenne il ruolo di Luisa Vergel de Fuentes, la madre adottiva di María (Megan Montaner), nella serie televisiva di Antena 3 Senza identità, che ricoprì fino al 2015.

## Vita privata
Lydia è stata sposata, tra il 1994 ed il 1996, con l'attore Miguel Molina, dal quale ha avuto una figlia, Andrea (1992). Dal 2001 è sposata con l'architetto Alberto Martín, da cui ha avuto Juan e Ana (2003).

## Filmografia

### Presentatrice
- Un, dos, tres... responda otra vez (1984-1986)
- Sábado Noche (1987-1988)
- Domingo en rojo (1990)
- Los segundos cuentan (1991)
- El Gran Juego de la Oca (1993-1994)
- Sin complejos (1995)
- No te enrolles (2007)

### Televisione
- El olivar de Atocha (1989)
- La forja de un rebelde (1989)
- Lleno, por favor (1993)
- Quién da la vez (1995)
- Todos a bordo (1995)
- Médico de familia (1995-1999)
- Dime que me quieres (2001)
- Motivos personales (2005)
- Los Serrano (2008)
- Águila Roja (2011)
- Grand Hotel - Intrighi e passioni (Gran Hotel) – serial TV, terza stagione (2013)
- Los misterios de Laura (2014)
- Senza identità (Sin identidad) (2014-2015)
- Le verità nascoste (La verdad) (2018)
- Paquita Salas (2018-2019)
- Servir y proteger (2021)
- Mía es la venganza (2023)

### Cinema
- El caballero del dragón, regia di Fernando Colomo (1985).
- El disputado voto del señor Cayo, regia di Antonio Giménez Rico (1986).
- Jarrapellejos, regia di Antonio Giménez Rico (1988).
- La luna negra, regia di Imanol Uribe (1989).
- Adeus Princesa, regia di Jorge Paixão da Costa (1992).
- Il suo fratello dell'animo (Mi hermano del alma), regia di Mariano Barroso (1994).
- Palace, regia di Tricicle (1994).
- Al limite (Al límite), regia di Eduardo Campoy (1997).
- You're the One - Una Historia de Entonces (Una historia de entonces), regia di José Luis Garci (2000).
- La Hermandad, regia di Julio Martí (2014).

### Teatro
- Pato a la naranja (1986), regia di Arturo Fernández.
- Los ochenta son nuestros (1988), regia di Jesús Puente.
- Música cercana (1989), regia di Antonio Buero Vallejo.

## Premi e candidature
Premio Goya
| Anno | Categoria                                        | Film                                      | Risultato  |
| ---- | ------------------------------------------------ | ----------------------------------------- | ---------- |
| 2000 | Premio Goya per la migliore attrice protagonista | You're the One - Una Historia de Entonces | Nomination |

Fotogrammi d'argento
| Anno | Categoria                  | Film/Serie                                | Risultato  |
| ---- | -------------------------- | ----------------------------------------- | ---------- |
| 2005 | Miglior attrice televisiva | Motivos personales                        | Nomination |
| 2000 | Miglior attrice            | You're the One - Una Historia de Entonces | Nomination |
| 1997 | Miglior attrice televisiva | Médico de familia                         | Vinto      |
| 1995 | Miglior attrice televisiva | Médico de familia                         | Nomination |

Unión de Actores
| Anno | Categoria                    | Film                                      | Risultato  |
| ---- | ---------------------------- | ----------------------------------------- | ---------- |
| 2000 | Miglior attrice protagonista | You're the One - Una Historia de Entonces | Nomination |

Premios EñE de la TV
| Anno | Categoria                    | Film                | Risultato  |
| ---- | ---------------------------- | ------------------- | ---------- |
| 2005 | Miglior attrice protagonista | Motivos personales  | Vinto      |
| 2001 | Miglior attrice protagonista | Dime que me quieres | Nomination |

TP de Oro
| Anno           | Categoria       | Serie              | Risultato  |
| -------------- | --------------- | ------------------ | ---------- |
| 2005           | Miglior attrice | Motivos personales | Nomination |
| 1999 1998      | Miglior attrice | Médico de familia  | Vinto      |
| 1997 1996 1995 | Miglior attrice | Médico de familia  | Nomination |
| 1993           | Miglior attrice | Lleno, por favor   | Nomination |

Premios del Círculo de Escritores Cinematográficos
| Anno | Categoria       | Film                                      | Risultato  |
| ---- | --------------- | ----------------------------------------- | ---------- |
| 2000 | Miglior attrice | You're the One - Una Historia de Entonces | Nomination |

Festival Internacional de Cine de Cartagena
| Anno | Categoria       | Film                                      | Risultato |
| ---- | --------------- | ----------------------------------------- | --------- |
| 2001 | Miglior attrice | You're the One - Una Historia de Entonces | Vinto     |

Premios Maja de los Goya de Carrera y Carrera
| Anno | Categoria                                                                 | Risultato |
| ---- | ------------------------------------------------------------------------- | --------- |
| 2011 | Attrice più elegante e glamour alla serata della consegna del Premio Goya | Vinto     |